# Eduardo de Liechtenstein
Príncipe Eduardo de Liechtenstein (Eduardo Vítor Maria; em alemão: Eduard Viktor Maria; Laibach, 2 de setembro de 1872 – Monte Carlo, 8 de março de 1951) foi um funcionário público na Áustria e um diplomata de destaque em Liechtenstein. Era filho do príncipe Aloísio de Liechtenstein e da condessa Ana de Degenfeld-Schonburg. 

## Biografia
Eduardo nasceu em 2 de setembro de 1872 em Laibach, Império Austro-Húngaro (hoje Eslovênia) como o segundo filho do príncipe Aloísio de Liechtenstein e da condessa Ana Gräfin de Degenfeld-Schonburg. Ele era neto do príncipe Eduardo Francisco de Liechtenstein, irmão de João II, Príncipe de Liechtenstein. 
Ele passou a infância em Berlim e, de 1881 a 1891, cursou o ensino médio em Viena e Kalksburg. Até 1898 estudou direito na Universidade de Viena, Freiburg, Graz e Innsbruck, respectivamente, onde recebeu um diploma. 

## Carreira
Em 1897, Eduardo ingressou no serviço administrativo austríaco, onde serviu no estado de Salzburgo e também como capitão distrital de Mariánské Lázně.  Além disso, ele trabalhou no Ministério do Interior da Áustria. Havia planos para que ele fosse nomeado prefeito de Salzburgo em 1913, mas isso não se concretizou. Após o início da Primeira Guerra Mundial, foi nomeado para gerir o gabinete de assistência de guerra, onde o seu compromisso com as questões humanitárias o levou a ser nomeado para o Ministério da Assistência Social em 1918.  Ele manteve contato com Leopold Freiherr von Imhof, o que o levou a ser nomeado Governador de Liechtenstein em 1914.  Em 26 de maio de 1918, ele deixou o serviço público e tornou-se presidente do Fundo Geral de Pensões dos Empregados e membro do conselho do Allgemeine Bodencreditanstalt até o final de 1918. 

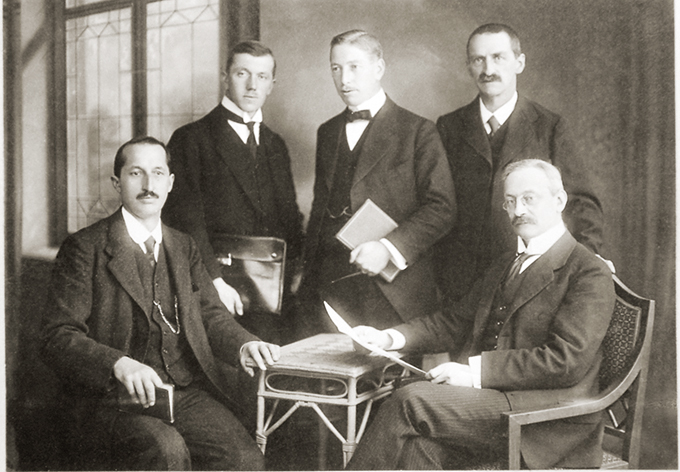
Eduard (canto inferior direito) como parte da delegação de Liechtenstein para negociações de união aduaneira com a Suíça, 1920

Ele aceitou a cidadania de Liechtenstein e, de 1919 a 1921, foi encarregado de negócios na legação de Liechtenstein em Viena, que foi criada por sua recomendação. As suas funções oficiais foram ofuscadas pelos conflitos em curso na política do Liechtenstein, particularmente os liderados por Wilhelm Beck e pela revisão constitucional do país.   Ele queria que a legação liderasse a política externa do país, contra a vontade do Partido Popular Social Cristão.  Os seus esforços para que o país aderisse à Liga das Nações não tiveram sucesso, tendo a Suíça sido o único país a votar a favor da sua ascensão na Assembleia da Liga das Nações em 17 de dezembro de 1920, contra 28.  Em 1923, devido ao Partido Popular Social Cristão estar agora no poder, a legação do Liechtenstein em Viena foi encerrada. 
Eduard desempenhou um papel fundamental nas negociações entre Liechtenstein e Suíça para a formação de laços económicos mais estreitos, que resultaram numa união aduaneira formada entre os dois países em 1924.   Embora tenha sido pessoalmente criticado por figuras políticas como Ferdinand Nigg no Liechtensteiner Vaterland. 
Ele passou a viver uma vida privada e morreu em 8 de março de 1951 em Monte Carlo, Mônaco. Ele foi enterrado no Túmulo do Príncipe de Liechtenstein em Vaduz. 

## Vida pessoal

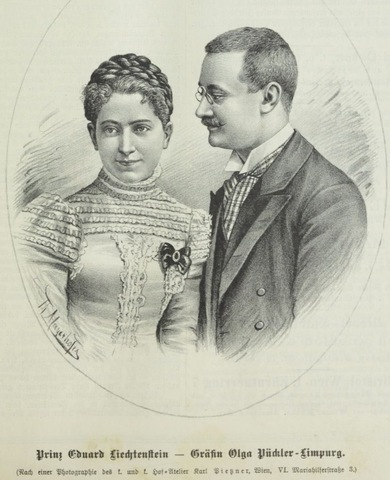
Príncipe Eduardo com sua esposa, a condessa Olga de Pückler-Limpurg em 1898

Eduardo casou-se com a condessa Olga de Pückler-Limpurg (11 de abril de 1873 – 14 de fevereiro de 1966) em 31 de agosto de 1898 em Višňové. 
Eles tiveram cinco filhos: 
- Príncipe João de Liechtenstein (Johannes; 18 de outubro de 1899 – 5 de novembro de 1979)
- Príncipe Fernando de Liechtenstein (18 de janeiro de 1901 - 7 de julho de 1981), dois filhos.
- Princesa Luísa (Ludovika; 18 de agosto de 1902 – 19 de janeiro de 1903)
- Princesa Eduarda (16 de outubro de 1903 – 13 de julho de 2001), seis filhos.
- Princesa Maria (Marie; 2 de maio de 1905 - 5 de março de 1995), três filhos.

## Honrarias
- Áustria-Hungria:[16]
  - Ordem da Coroa de Ferro
  - Cruz de Guerra por Méritos Civis
  - Ordem de Francisco José (1918)

- Santa Sé: Cavaleiro Grã-Cruz da Ordem de São Gregório Magno (1913)
- Reino Unido da Grã-Bretanha e Irlanda: Cavaleiro Comandante da Real Ordem Vitoriana (3 de setembro de 1908)[17]